# Molino Choix

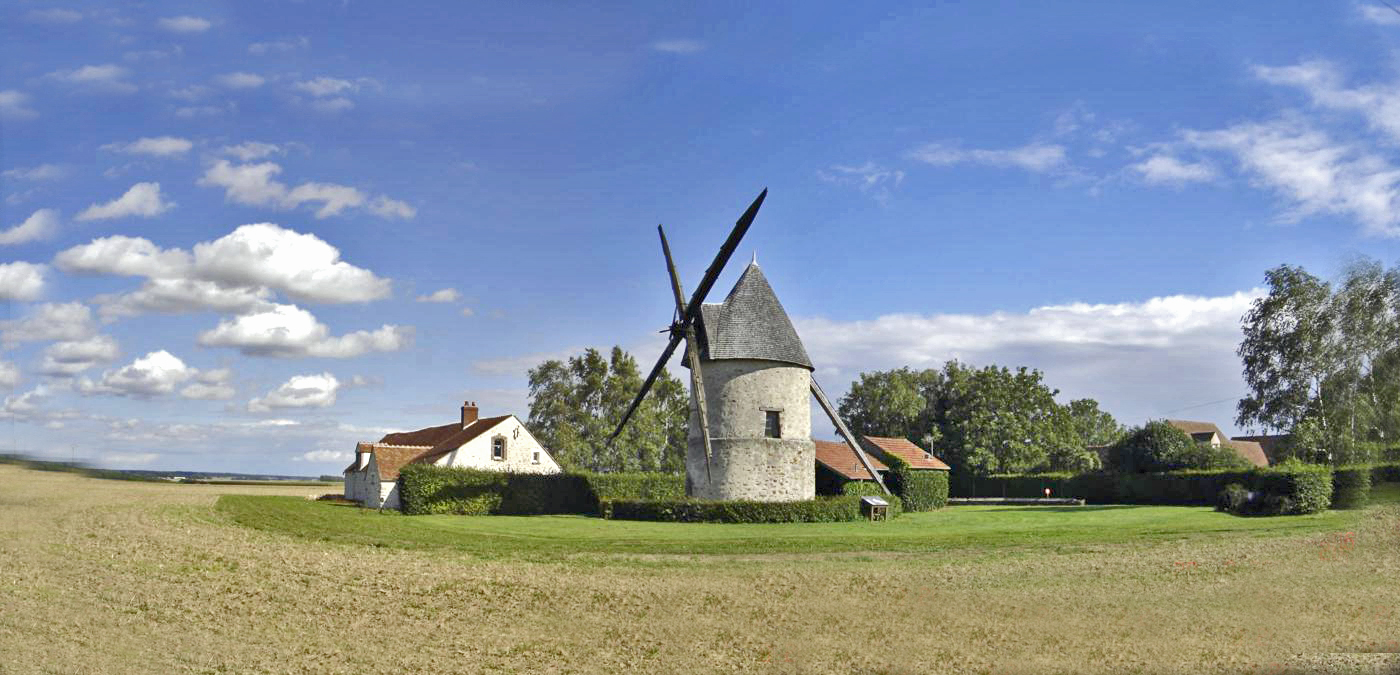
El Molino Choix.

El molino Choix (en francés: Moulin Choix) es un molino de viento del siglo XV situado en la comuna de Gastins, en el departamento de Sena y Marne (Francia).
El edificio fue clasificado como monumento histórico en 1970.